# Turismo de massas

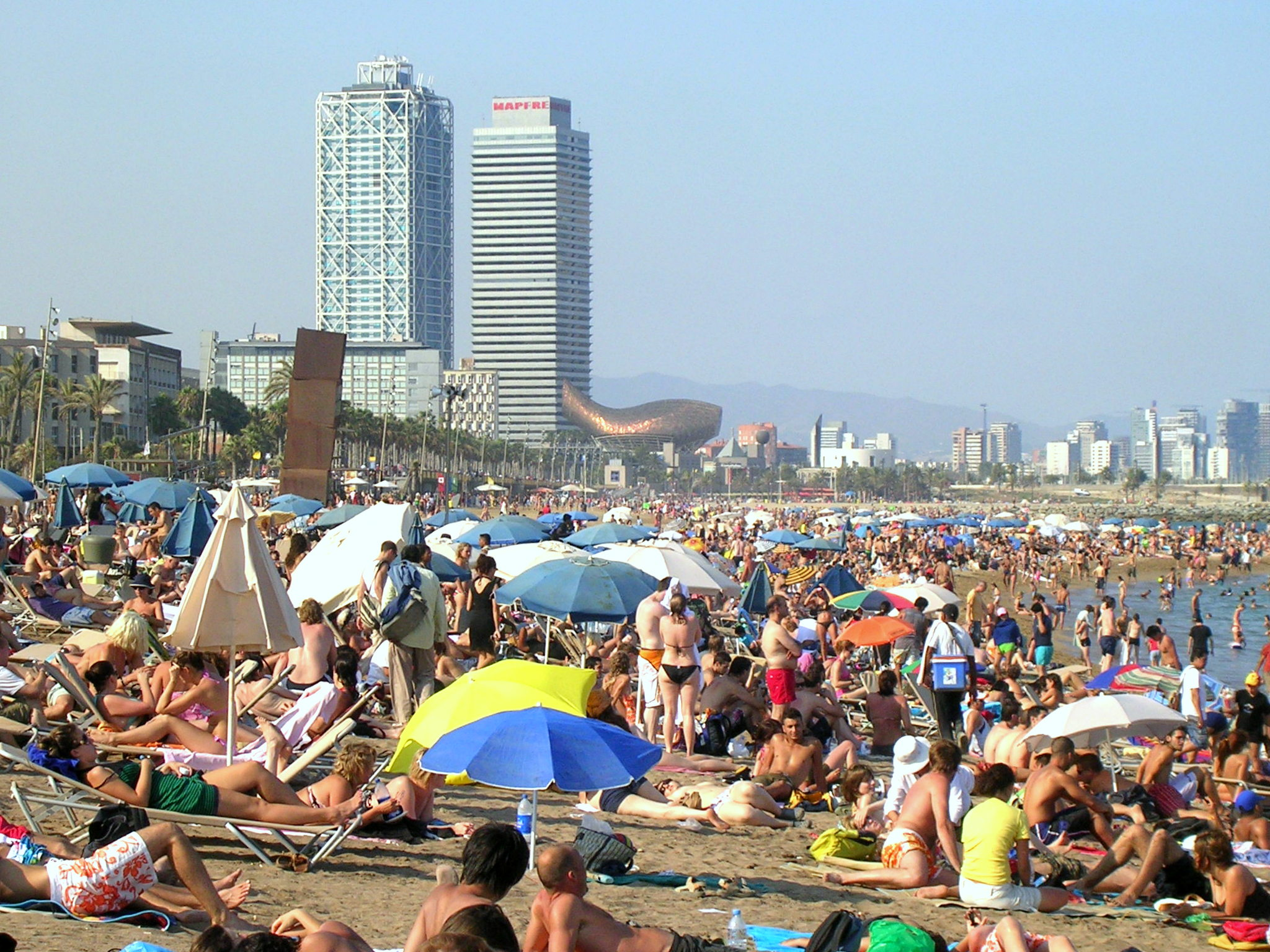
Praia da Barceloneta, Espanha

O turismo de massas é o mais convencional, passivo e sazonal tendo a sua criação vinculado à consolidação do capitalismo o que propicia o surgimento do seu público alvo, a classe média. É normalmente menos exigente e desprovido de um maior conforto, pois é um segmento turístico voltado para a classe intermediária da sociedade e tem como característica principal o seu baixo custo.
A Organização Mundial do Turismo (OMT) constata que o turismo de massa ainda está na sua "infância", pois, diferentemente do turismo “elitista”, conserva ainda uma importante demanda latente ou (não-público), dependendo, portanto da conjuntura econômica e particularmente do aumento do poder aquisitivo da população gerando uma “classe média”.

## Países em desenvolvimento
Os países em desenvolvimento têm mostrado o quão grande é o potencial deste seguimento de mercado do turismo, pois com o surgimento da classe média nestes países surge o turismo. Para esses novos consumidores possuidores deste novo estatuto social e tempo livre tornasse viável fazer turismo, principalmente o de massa.
Um sinal claro deste crescimento nestas novas economias é dada pela China que, segundo a revista rost, é o país que mais emprega nas atividades ligadas ao turismo com 62,3 milhões de pessoas trabalhando e tendo segundo dados da OMT um crescimento da ordem de 8,5% no seu fluxo de entrada de turistas no período de 1995 a 2004 o que o coloca entre os primeiros destinos turísticos do mundo.
Para os estudos sobre turismo, o turismo de massa surgiu como o fim da segunda guerra mundial. Diante da crise econômica que o mundo se encontrava, o turismo foi visto com a "tabua de salvação" para o problema que assolava o mundo. Como não era planejada, a atividade causou diversos impactos nos ambientes receptores, isso influenciou a se repensar sobre turismo, o que deu origem às primeiras faculdades a respeito.